# Penny
För andra betydelser, se Penny (olika betydelser).

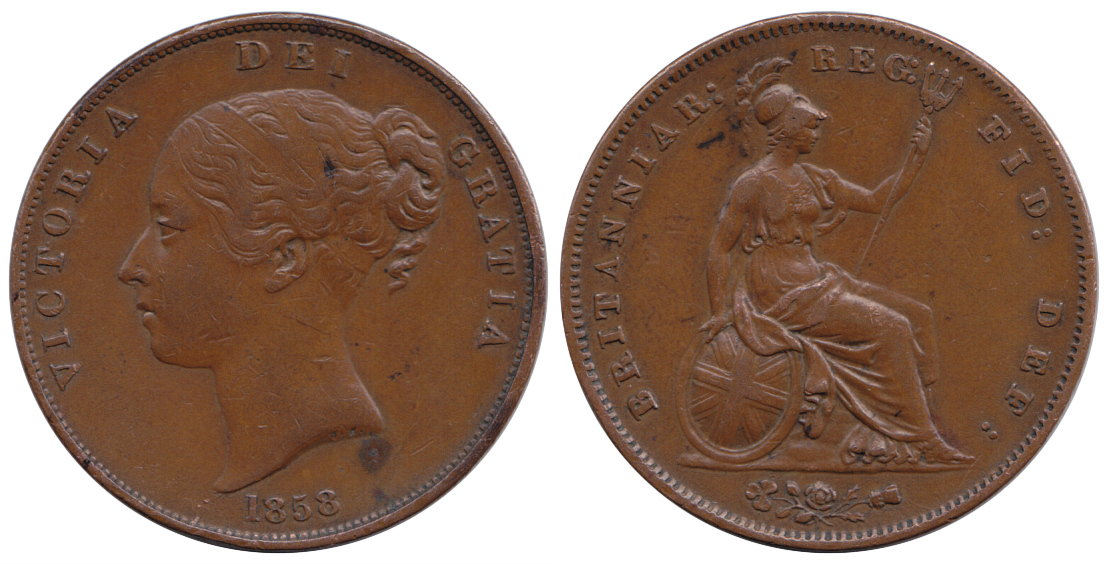
Penny 1858, Storbritannien, drottning Viktoria. Koppar.

Penny är ett mynt (plural pennies) och en myntenhet (plural pence) som utgör en del av det Brittiska pundet. Myntsorten används även inom de till det brittiska pundet kopplade valutorna Isle of Man-pund, Jerseypund, Guernseypund, Gibraltarpund, Sankthelenskt pund och Falklandspund.
Pennyn motsvarade ursprungligen den medeltida denaren, vilket är orsaken till att den brittiska pennyn haft ett d som valutatecken. Den första pennyn präglades år 788 och var vida spridd under medeltiden. Pennyn förlorade successivt sitt värde med nya valörers införande och har från 1600-talet varit ett kopparmynt.
Penny är det mynt som har lägst valör inom pundet, men benämningen har levt kvar även utanför sterlingområdet, däribland i USA och Kanada som ibland kallar sina respektive encentsmynt för penny trots att båda länderna sedan länge använder dollar som valuta. Myntenheten har tidigare även använts i andra länder med koppling till Brittiska imperiet, som exempelvis Australien, Nya Zeeland och Irland.
Språkliga varianter av penny är fennig som idag är 1/100 Bosnisk mark, pfennig som användes som 1/100 mark i Tyskland fram till 31 december 2001, penni som användes som 1/100 mark i Finland fram till år 2002, samt penning som användes som myntenhet i Sverige under äldre tid.